# Lionello Torossi
Lionello Torossi (Roma, 1º gennaio 1918 – Roma, febbraio 1998) è stato un editore, autore di fantascienza, traduttore e direttore di periodici italiano.
Pioniere della fantascienza in Italia, fondò assieme a Vittorio Kramer la rivista Scienza Fantastica, la prima dedicata al genere in Italia, nella quale pubblicò anche i primi racconti italiani, da lui scritti con lo pseudonimo di Massimo Zeno.

## Biografia
Nato a Roma nel 1918, era fratellastro del compositore Stefano Torossi (nato a vent'anni di distanza dal secondo matrimonio del padre), che negli anni sessanta si dedicò a sua volta alla traduzione di romanzi di fantascienza.
Lionello Torossi combatté nell'esercito italiano durante la seconda guerra mondiale e fu fatto prigioniero a El Alamein nel 1942; per cinque anni, fino al 1947, fu internato in un campo di prigionia britannico in India. Una volta rimpatriato, anche grazie a questa esperienza, intraprese l'attività di traduttore (traducendo varie opere di Bertrand Russell) e fu inoltre giornalista pubblicista.
Nel 1952 affrontò il primo e unico progetto come editore, fondando con Vittorio Kramer l'editoriale Krator (Kramer-Torossi) di Roma e pubblicando la prima rivista dedicata alla fantascienza in Italia, Scienza Fantastica, della quale fu direttore e nella quale, con lo pseudonimo di Massimo Zeno, fu il primo autore italiano a essere pubblicato nei primi tre numeri.
Coniò, per il titolo della rivista, la prima traduzione italiana del termine inglese science fiction (il calco "fantascienza", che si impose in seguito, nacque solo sette mesi più tardi nel n. 3 di Urania, nel novembre 1952, ad opera di Giorgio Monicelli).
Conclusa dopo un anno e sette numeri tale esperienza editoriale, cambiò definitivamente settore passando al mercato televisivo, nel quale fu produttore in proprio ed esportatore-importatore di programmi televisivi, divenendo il rappresentante a Roma del gruppo britannico Granada.
Morì all'età di 80 anni nel 1998 a Roma, dove risiedeva a Campo de' Fiori.